# Đảng Quốc gia New Zealand
Đảng Quốc gia New Zealand (tiếng Māori: Rōpū Nāhinara o Aotearoa),  viết tắt là Đảng Quốc gia (Nāhinara) hoặc Nats,  là một đảng chính trị trung hữu ở New Zealand. Đây là một trong hai đảng chính thống trị phần lớn nền chính trị New Zealand đương đại, cùng với đối thủ truyền thống của nó, Đảng Lao động.
Đảng Quốc gia được thành lập vào năm 1936 thông qua sự hợp nhất của các đảng Cải cách và Thống nhất, và sau đó trở thành đảng chính trị tồn tại lâu đời thứ hai của New Zealand.  Những người tiền nhiệm của đảng Quốc gia trước đây đã thành lập một liên minh chống lại phong trào lao động đang phát triển. Đảng Quốc gia đã cầm quyền trong 5 giai đoạn trong thế kỷ 20 và 21, và tính đến năm 2015 đã có khoảng thời gian trở thành đảng cầm quyền lâu hơn bất kỳ đảng nào khác của New Zealand.
Sau cuộc tổng tuyển cử năm 1949, Sidney Holland trở thành thủ tướng đầu tiên của Đảng Quốc gia, và tại vị cho đến năm 1957. Keith Holyoake kế nhiệm Holland, và bị đánh bại vài tháng sau đó trong một cuộc tổng tuyển cử bởi Đảng Lao động năm 1957. Holyoake trở lại nhiệm kỳ thứ hai từ năm 1960 đến năm 1972. Cương lĩnh của đảng chuyển từ chủ nghĩa tự do kinh tế ôn hòa sang tăng cường nhấn mạnh vào chủ nghĩa can thiệp của nhà nước trong chính phủ của Robert Muldoon từ năm 1975 đến năm 1984. Năm 1990, Jim Bolger thành lập một chính phủ khác, tiếp tục chủ nghĩa tự do cấp tiến, cải cách thị trường do chính phủ của đảng Lao động tiền nhiệm khởi xướng. Đảng kể từ đó đã chủ trương tự do kinh doanh, giảm thuế và hạn chế các quy định của nhà nước. Sau cuộc bầu cử đại diện nhiều thành phần hỗn hợp đầu tiên vào năm 1996, Đảng Quốc gia cầm quyền trong một liên minh với đảng New Zealand First. Lãnh đạo Đảng Quốc gia Jenny Shipley trở thành nữ thủ tướng đầu tiên của New Zealand vào năm 1997; chính phủ của bà đã bị đánh bại bởi một liên minh do đảng Lao động lãnh đạo vào năm 1999.
Đảng Quốc gia gần đây nhất đã nắm chính quyền từ năm 2008 đến năm 2017 dưới thời John Key và Bill English; nó được điều hành với sự hỗ trợ của đảng Tương lai trung tâm, Đảng ACT và Đảng Maori dựa trên quyền bản địa. Tại cuộc tổng tuyển cử năm 2017, đảng này đã giành được 44,4 phần trăm số phiếu bầu và giành được 56 ghế, trở thành cuộc họp kín lớn nhất vào thời điểm đó tại quốc hội, [12] nhưng mất vị trí đa nguyên này trong cuộc bầu cử năm 2020, chỉ đạt được 25,58 phần trăm. của cuộc bỏ phiếu với 33 ghế, mất 23 ghế. Đảng Quốc gia đã không thể thành lập chính phủ sau cuộc bầu cử và đến năm 2020 vẫn là phe đối lập chính thức. Judith Collins đã từng là lãnh đạo của Đảng Quốc gia và lãnh đạo của phe đối lập kể từ ngày 14 tháng 7 năm 2020.

## Kết quả bầu cử
| Kỳ bầu cử                                      | Số phiếu  | Phần trăm % | Số ghế tại quốc hội | Trạng thái            |
| ---------------------------------------------- | --------- | ----------- | ------------------- | --------------------- |
| 1938                                           | 381,081   | 40.30%      | 25 / 80             | Đối lập               |
| 1943                                           | 402,887   | 42.78%      | 34 / 80             | Đối lập               |
| 1946                                           | 507,139   | 48.43%      | 38 / 80             | Đối lập               |
| 1949                                           | 556,805   | 51.88%      | 46 / 80             | Chính phủ             |
| 1951                                           | 577,630   | 53.99%      | 50 / 80             | Chính phủ             |
| 1954                                           | 485,630   | 44.27%      | 45 / 80             | Chính phủ             |
| 1957                                           | 511,699   | 44.21%      | 39 / 80             | Đối lập               |
| 1960                                           | 557,046   | 47.59%      | 46 / 80             | Chính phủ             |
| 1963                                           | 563,875   | 47.12%      | 45 / 80             | Chính phủ             |
| 1966                                           | 525,945   | 43.64%      | 44 / 80             | Chính phủ             |
| 1969                                           | 605,960   | 45.22%      | 45 / 84             | Chính phủ             |
| 1972                                           | 581,422   | 41.50%      | 32 / 87             | Đối lập               |
| 1975                                           | 763,136   | 47.59%      | 55 / 87             | Chính phủ             |
| 1978                                           | 680,991   | 39.82%      | 51 / 92             | Chính phủ             |
| 1981                                           | 698,508   | 38.77%      | 47 / 92             | Chính phủ             |
| 1984                                           | 692,494   | 35.89%      | 37 / 95             | Đối lập               |
| 1987                                           | 806,305   | 44.02%      | 40 / 97             | Đối lập               |
| 1990                                           | 872,358   | 47.82%      | 67 / 97             | Chính phủ             |
| 1993                                           | 673,892   | 35.05%      | 50 / 99             | Chính phủ (thiểu số)  |
| Đại diện theo thành phần hỗn hợp (từ năm 1996) |           |             |                     |                       |
| 1996                                           | 701,315   | 33.87%      | 44 / 120            | Chính phủ (liên minh) |
| 1999                                           | 629,932   | 30.50%      | 39 / 120            | Đối lập               |
| 2002                                           | 425,310   | 20.93%      | 27 / 120            | Đối lập               |
| 2005                                           | 889,813   | 39.10%      | 48 / 121            | Đối lập               |
| 2008                                           | 1,053,398 | 44.93%      | 58 / 122            | Chính phủ (thiểu số)  |
| 2011                                           | 1,058,638 | 47.31%      | 59 / 121            | Chính phủ (thiểu số)  |
| 2014                                           | 1,131,501 | 47.04%      | 60 / 121            | Chính phủ (thiểu số)  |
| 2017                                           | 1,152,075 | 44.45%      | 56 / 120            | Đối lập               |
| 2020                                           | 738,275   | 25.58%      | 33 / 120            | Đối lập               |

## Lãnh đạo
| STT | Tên            | Chân dung                               | Nhiệm kỳ                                                      | Thủ tướng                                    |
| --- | -------------- | --------------------------------------- | ------------------------------------------------------------- | -------------------------------------------- |
| 1   | Adam Hamilton  |                                         | 2/11/1936 - 26/11/1940                                        | Savage                                       |
| 2   | Sydney Holland |                                         | 26/11/1940 - 20/9/1957                                        | Fraser Holland                               |
| 3   | Keith Holyoake |                                         | 20/9/1957 - 7/2/1972                                          | Holyoake Nash                                |
| 4   | Jack Marshall  |                                         | 7/2/1972 - 4/7/1974                                           | Marshall Kirk                                |
| 5   | Robert Muldoon |                                         | 4/7/1974 - 29/11/1984                                         | Rowling Muldoon Lange                        |
| 6   | Jim McLay      |                                         | 29/11/1984 - 26/3/1986                                        | Lange                                        |
| 7   | Jim Bolger     |                                         | 26/3/1986 - 8/12/1997                                         | Lange Palmer Moore Bolger                    |
| 8   | Jenny Shipley  |                                         | 8/12/1997 - 8/10/2001                                         | Shipney Clark                                |
| 9   | Bill English   | Tập tin:Prime Minister Bill English.jpg | 8/10/2001 - 28/10/2003 (lần 1) 12/12/2016 - 27/2/2018 (lần 2) | Clark (lần 1) English (lần 2) Ardern (lần 2) |
| 10  | Don Brash      |                                         | 28/10/2003 - 27/11/2006                                       | Clark                                        |
| 11  | John Key       |                                         | 27/11/2006 - 12/12/2016                                       | Clark Key                                    |
| 12  | Simon Bridges  |                                         | 27/2/2018 - 22/5/2020                                         | Ardern                                       |
| 13  | Todd Muller    |                                         | 22/5/2020 - 14/7/2020                                         | Ardern                                       |
| 14  | Judith Collins |                                         | 14/7/2020 - hiện tại (đương nhiệm)                            | Ardern                                       |

### Phó lãnh đạo
| STT | Tên              | Tại nhiệm                        |
| --- | ---------------- | -------------------------------- |
| 1   | William Polson   | 1940–1946                        |
| 2   | Keith Holyoake   | 1946–1957                        |
| 3   | Jack Marshall    | 1957–1972                        |
| 4   | Robert Muldoon   | 1972–1974                        |
| 5   | Brian Talboys    | 1974–1981                        |
| 6   | Duncan MacIntyre | 1981–1984                        |
| 7   | Jim McLay        | 1984                             |
| 8   | Jim Bolger       | 1984–1986                        |
| 9   | George Gair      | 1986–1987                        |
| 10  | Don McKinnon     | 1987–1997                        |
| 11  | Wyatt Creech     | 1997–2001                        |
| 12  | Bill English     | 2001 (lần 1) 2006 - 2016 (lần 2) |
| 13  | Roger Sowry      | 2001–2003                        |
| 14  | Nick Smith       | 2003                             |
| 15  | Gerry Brownlee   | 2003–2006 (lần 1) 2020 (lần 2)   |
| 16  | Paula Bennett    | 2016–2020                        |
| 17  | Nikki Kaye       | 2020                             |
| 18  | Shane Reti       | 2020–hiện tại                    |

### Chủ tịch đảng
| No. | Name                | Term          |
| --- | ------------------- | ------------- |
| 1   | Sir George Wilson   | 1936          |
| 2   | Claude Weston       | 1936–1940     |
| 3   | Alex Gordon         | 1940–1944     |
| 4   | Sir Wilfrid Sim     | 1944–1951     |
| 5   | Sir Alex McKenzie   | 1951–1962     |
| 6   | John S. Meadowcroft | 1962–1966     |
| 7   | Ned Holt            | 1966–1973     |
| 8   | Sir George Chapman  | 1973–1982     |
| 9   | Sue Wood            | 1982–1986     |
| 10  | Neville Young       | 1986–1989     |
| 11  | John Collinge       | 1989–1994     |
| 12  | Lindsay Tisch       | 1994          |
| 13  | Geoff Thompson      | 1994–1998     |
| 14  | John Slater         | 1998–2001     |
| 15  | Michelle Boag       | 2001–2002     |
| 16  | Judy Kirk           | 2002–2009     |
| 17  | Peter Goodfellow    | 2009–hiện tại |